# District de Tatiara
Le district de Tatiara (District of Tatiara) est une zone d'administration locale située au sud-est de l'Australie-Méridionale en Australie. Il est traversé par la Western Highway.
L'économie du district est basée sur l'agriculture : céréales (blé, orge, avoine) et élevage (bovins, ovins, porcs).

## Localités
Les principales localités du district sont :
- Bordertown ;
- Keith ;
- Mundulla ;
- Padthaway ;
- Wolseley.

Les autres sont : Banealla, Bangham, Brecon, Brimbago, Buckingham, Cangara, Cannawigara, Carew, Custon, Geegeela, Jack's Camp, Keith, Kongal, Lowan Vale, Makin, Moonkoora, Mount Rescue, Nalang, Pooginagoric, Sherwood, Swedes Flat, Wampoony, Western Flat, Willalooka et Wirrega.